# Gara Daybrook

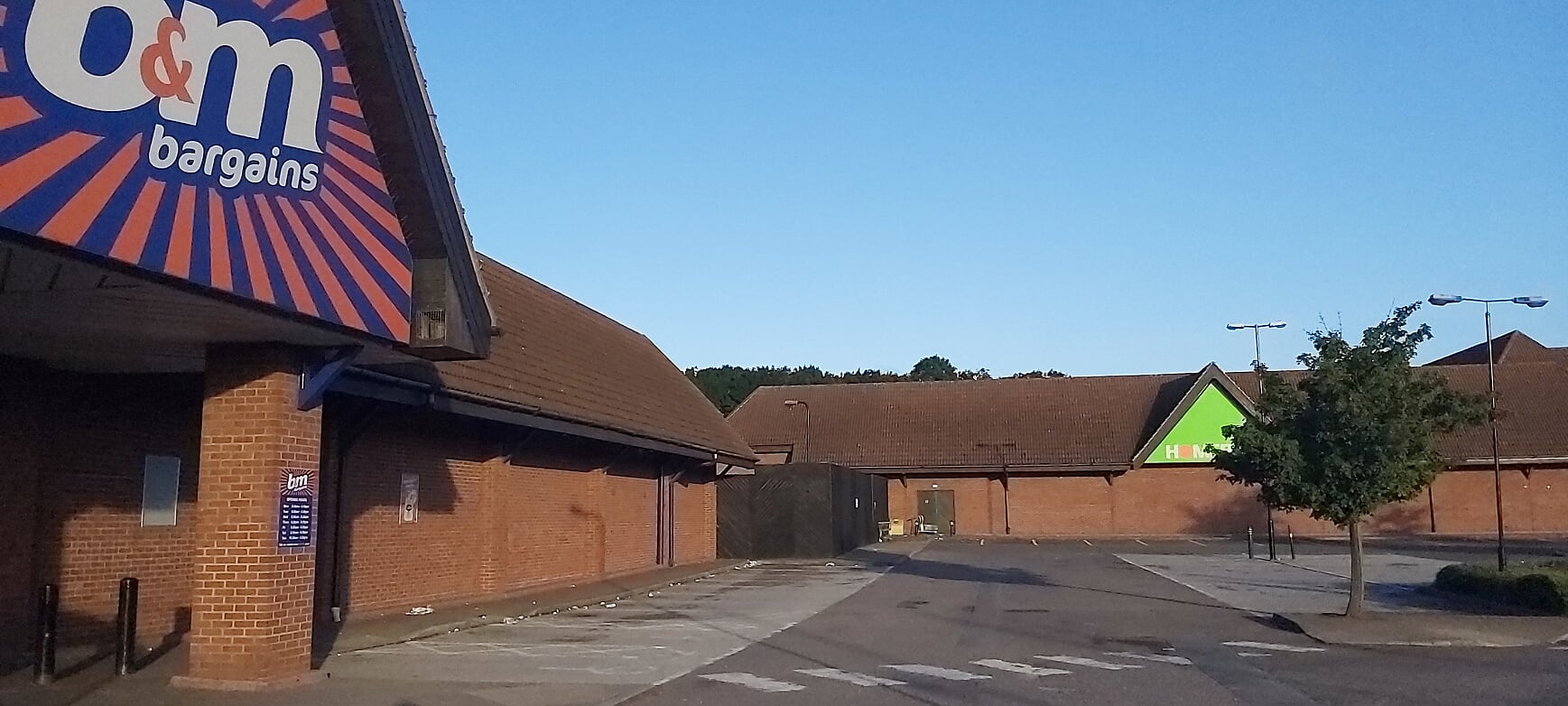
Locul Stației Daybrook în 2021

Gara Daybrook a fost o stație feroviară din Daybrook⁠(d), Nottinghamshire, Anglia, înființată de compania Great Northern Railway⁠(d) ca extindere a rețelei Derbyshire and Staffordshire în 1875–6 și închisă în 1960.

## Istorie
Aceasta cobora de la Arno Vale spre Leen Valley Junction unde se unea cu linia de la Annesley.  Linia dintre Gedling and Carlton și Daybrook a fost închisă în 1960 din cauza alunecărilor de teren cauzate de activitatea minieră din Tunelul Mapperley. 

## Șefii de gară
- Charles Frederick Pulford cca. 1877 - 1907 [3]
- Thomas Peacock 1907 - 1928 [4]
- Casa JF 1928 - 1929 [5]
- FM Wright 1930 - 1936 [6] (urmând să fie șef de stație la Peterborough)
- Joseph George Watts 1936? - 1944 (urmând să fie șef de gară la Kimberley)
- WH Arrand 1945 - ca. 1950 - ???? (fost șef de gară la Arksey, Yorkshire)

| Stații precedente | Linii scoase din uz                                                       | Stații următoare  |
| Pădurea Bulwell   | London și Căile Ferate de Nord Est Nottingham spre Shirebrook             | Gedling & Carlton |
| Basford North     | Regiunea London Midland a Căilor Ferate Britanice (Derby) Linia Friargate | Gedling & Carlton |
| Terminus          | Great Northern Railway Căile Ferate Suburbane Nottingham                  | Sherwood          |

## În prezent
Terenul a fost ocupat de magazine de tip retail, iar o secțiune din retranșament a devenit potecă.